# Rhapsody (film)
Rhapsody er en spillefilm fra 1954 udgivet af MGM, instrueret af Charles Vidor, og produceret af Lawrence Weingarten. Filmen er baset på romanen Maurice Guest af Henry Handel Richardson.
Hovedrollerne i filmen blev spillet af Elizabeth Taylor, Vittorio Gassman og John Ericson. Derudover medvirkede også Louis Calhern, Michael Chekhov, Barbara Bates, Celia Lovsky og Stuart Whitman. Danske Birgit Pouplier spiller Madeleine under pseudonymet Birgit Nielsen.
Filmen indeholder bl.a. musik af Debussy, Liszt, Mendelssohn, Rachmaninoff, og Tchaikovsky.